# Ammodytidae
Az Ammodytidae a sugarasúszójú halak (Actinopterygii) osztályába és a sügéralakúak (Perciformes) rendjébe tartozó család.

## Tudnivalók
Az Ammodytidae család fajai nagyjából a Csendes- és az Atlanti-óceán északi részén élnek, de a világ összes tengerében megtalálhatók. Ezeknek a halaknak nincsenek hasúszóik és úszóhólyagaik, mivel egész életük során a tengerfenéken élnek. A felnőttek és a halivadék evezőlábú rákokkal táplálkoznak. Az Atlanti-óceán északnyugati részén e halfajok lárvái vannak a legtöbben; számos más halnak szolgálnak táplálékul. Főleg Európa vízeiben, ipari mértékű halászata folyik. Ez számos vízimadár kárára van. Egyes fajok a partok közelségét keresik, míg más fajok mélyebbre hatolnak. Néhány faj a homokba fúrja magát, ahonnan egymástól függetlenül képes mozgatni szemeit. Európában és Észak-Amerikában a horgászok szívesen használják őket egyéb halak csalijának. Habár egyes fajait homoki angolnának nevezik, e halak nem állnak közelebbi rokonságban az angolnaalakúakkal. Egyes fajait nemrég írtak le.

## Rendszerezés
A családba az alábbi nemek és fajok tartoznak:
- Ammodytes
  - Ammodytes americanus DeKay, 1842.
  - Ammodytes dubius Reinhardt, 1837.
  - Ammodytes hexapterus Pallas, 1814.
  - Ammodytes marinus Raitt, 1934.
  - Ammodytes personatus Girard, 1856.
  - Ammodytes tobianus Linnaeus, 1758.
- Ammodytoides
  - Ammodytoides gilli (Bean, 1895)
  - Ammodytoides kimurai Ida & Randall, 1993
  - Ammodytoides leptus Collette & Randall, 2000
  - Ammodytoides pylei Randall, Ida & Earle, 1994
  - Ammodytoides renniei (Smith, 1957)
  - Ammodytoides vagus (McCulloch & Waite, 1916)
- Bleekeria
  - Bleekeria kallolepis Günther, 1862
  - Bleekeria mitsukurii Jordan & Evermann, 1902
  - Bleekeria viridianguilla (Fowler, 1931)
- Gymnammodytes
  - Gymnammodytes capensis (Barnard, 1927)
  - Gymnammodytes cicerellus (Rafinesque, 1810)
  - Gymnammodytes semisquamatus (Jourdain, 1879)
- Hyperoplus
  - Hyperoplus immaculatus (Corbin, 1950)
  - Hyperoplus lanceolatus (Le Sauvage, 1824)
- Lepidammodytes
  - Lepidammodytes macrophthalmus Ida, Sirimontaporn & Monkolprasit, 1994
- Protammodytes
  - Protammodytes brachistos Ida, Sirimontaporn & Monkolprasit, 1994
  - Protammodytes sarisa (Robins & Böhlke, 1970)

### Fordítás
Ez a szócikk részben vagy egészben  a   Sand lance című angol Wikipédia-szócikk fordításán alapul.  Az eredeti cikk szerkesztőit annak laptörténete sorolja fel. Ez a jelzés csupán a megfogalmazás eredetét és a szerzői jogokat jelzi, nem szolgál a cikkben szereplő információk forrásmegjelöléseként.